# Peine de mort au Kentucky
Au Kentucky, la pendaison fut en usage jusqu'en 1910, avant d'être remplacée par la chaise électrique, ceci jusqu'en 1998. L'injection létale devint depuis cette date un mode d'exécution légale. Cependant, toutes les personnes condamnés avant le 31 mars 1998 peuvent choisir entre les deux méthodes.
L'État compte 30 détenus dans le couloir de la mort dont Virginia Caudill, ayant tué une femme de 73 ans durant un cambriolage. Les deux condamnés exécutés par injection étaient volontaires. Le gouverneur a seul le pouvoir de gracier et de fixer les dates d'exécutions, qui ont lieu à Eddyville.
C'est dans cet État qu'a eu lieu l'affaire Baze v. Rees qui se déroula devant la Cour suprême des États-Unis saisie par Ralph Baze, l'assassin d'un shérif et de son adjoint qui aurait dû être exécuté le 25 septembre 2007. La Cour examina la constitutionnalité de la méthode d'exécution par injection létale qu'elle valida finalement le 16 avril 2008 par sept voix contre deux. Le jour même, le gouverneur Steve Beshear annonça qu'il signerait l'ordre d'exécution de Baze « le moment voulu ». La décision de haute juridiction ne s'applique directement qu'au Kentucky mais elle fait jurisprudence pour les tribunaux américains qui doivent désormais valider n'importe quel protocole d'exécution offrant des garanties égales ou meilleures que celui du Kentucky pour éviter les incidents.

## Exécutions depuis 1975
Les exécutions ont lieu à Eddyville, au Kentucky State Penitentiary (en).
| # | Criminel       | Date             | Méthode(s)        | Crime(s)                                                                    | Gouverneur    |
| - | -------------- | ---------------- | ----------------- | --------------------------------------------------------------------------- | ------------- |
| 1 | Harold McQueen | 1er juillet 1997 | Chaise électrique | Meurtre en 1981 d'une femme lors du braquage d'un magasin.                  | Paul Patton   |
| 2 | Edward Harper  | 25 mai 1999      | Injection létale  | Meurtre en 1982 de ses parents adoptifs pour toucher leur assurance vie.    | Paul Patton   |
| 3 | Marco Chapman  | 21 novembre 2008 | Injection létale  | Meurtre en 2002 de deux enfants âgés de six et sept ans en les poignardant. | Steve Beshear |

En décembre 2018 le couloir de la mort du Kentucky compte 30 condamnés dont une femme. Depuis 1975, trois condamnés ont été graciés dans le Kentucky.

## Crimes capitaux
- « K.R.S. 507.020 - Meurtre »
- « K.R.S. 509.040 - Enlèvement capital »[Note 1]